# Villecelin
Villecelin is een gemeente in het Franse departement Cher (regio Centre-Val de Loire) en telt 113 inwoners (2009). De plaats maakt deel uit van het arrondissement Saint-Amand-Montrond.

## Geografie
De oppervlakte van Villecelin bedraagt 9,3 km², de bevolkingsdichtheid is dus 12,2 inwoners per km².
De onderstaande kaart toont de ligging van Villecelin met de belangrijkste infrastructuur en aangrenzende gemeenten.

## Demografie
Onderstaande figuur toont het verloop van het inwonertal (bron: INSEE-tellingen).